# Canthon daguerrei
Canthon daguerrei är en skalbaggsart som beskrevs av Martinez 1951. Canthon daguerrei ingår i släktet Canthon och familjen bladhorningar. Inga underarter finns listade.